# Tuvalu (grupa etniczna)
Tuvalu – rdzenna ludność archipelagu Tuvalu na Pacyfiku, odłam Polinezyjczyków. Ich liczebność wynosi ok. 7,6 tysięcy.
Posługują się językiem tuvalu z rodziny polinezyjskiej oraz językiem angielskim. Od poł. XIX w. istnieje piśmiennictwo na bazie alfabetu łacińskiego. W obrębie języka tuvalu występują dwa duże dialekty: północny (bliski językowi tonga) i południowy (bliski samoańskiemu i tokelau). Około 97% Tuvalu wyznaje protestantyzm (należą do Narodowego Kościoła Tuvalu). Rodzime wierzenia obejmują kult przodków.
Do tradycyjnych zajęć Tuvalu należą: rybołówstwo, połów rekinów, rolnictwo ręczne (taro, jams, bataty, pandan, orzechy kokosowe), hodowla świń i produkcja łodzi. Wśród Tuvalu rozwinęły się tradycje żeglarskie. Pewne znaczenie ma również eksport kopry i rękodzieła.
Historycznie znajdowali się pod wpływem Samoańczyków, którzy wcześniej (w XV–XVI w.) migrowali na wyspy Tuvalu. W XIX–XX w. do Tuvalu dotarły wpływy ze strony Kiribatyjczyków.
Skupiska emigrantów Tuvalu mieszkają w Kiribati, Nauru i na Fidżi.